# 斯基珀斯科納 (北卡羅萊納州)
斯基珀斯科納（英語：Skippers Corner）是位於美國北卡羅萊納州新漢諾威縣的普查規定居民點。

## 人口
根據2020年美國人口普查的數據，斯基珀斯科納的面積為18.32平方千米，當中陸地面積為18.15平方千米，而水域面積為0.17平方千米。當地共有人口2912人，而人口密度為每平方千米158.95人。